# Черкез-Тобай
Черке́з-Тоба́й (крим. Çerkez Tobay, з 1945 по 2023 рік — Чапа́євка) — село Феодосійського району Автономної Республіки Крим. Розташоване в центрі району.

## Історія
На північ від Черкез-Тобай виявлено залишки античного поселення (IV—II ст. до н. ери).
У 2015 році село було внесено до переліку населених пунктів, які потрібно перейменувати згідно із законом «Про засудження комуністичного та націонал-соціалістичного (нацистського) тоталітарних режимів в Україні та заборону пропаганди їхньої символіки».
12 травня 2016 року постановою Верховної Ради України № 1352-VIII село перейменоване відповідно до вимог закону «Про засудження комуністичного та націонал-соціалістичного (нацистського) тоталітарних режимів в Україні та заборону пропаганди їхньої символіки». Постанова набрала чинности у 2023 році.